# Episodi di Golia (terza stagione)
La terza stagione della serie televisiva Golia è stata interamente pubblicata in anteprima negli Stati Uniti d'America sulla piattaforma Prime Video il 4 ottobre 2019.
| nº | Titolo originale             | Titolo italiano               | Prima TV USA   | Prima TV Italia |
| -- | ---------------------------- | ----------------------------- | -------------- | --------------- |
| 1  | The Subsidence Adventure     | L'avventura della subsidenza  | 4 ottobre 2019 |                 |
| 2  | Happiness from the Ground Up | Felicità dalla terra al cielo | 4 ottobre 2019 |                 |
| 3  | Good Morning, Central Valley | Good morning Central Valley   | 4 ottobre 2019 |                 |
| 4  | Full Circle                  | Tutto torna                   | 4 ottobre 2019 |                 |
| 5  | Argus 2: Battledome          | Argus 2 scontro finale        | 4 ottobre 2019 |                 |
| 6  | Fer-De-Lance                 | Fer-De-Lance                  | 4 ottobre 2019 |                 |
| 7  | Conscious Uncoupling         | Separazione consensuale       | 4 ottobre 2019 |                 |
| 8  | Joy Division                 | Suddivisione della gioia      | 4 ottobre 2019 |                 |

## L'avventura della subsidenza
- Titolo originale: The Subsidence Adventure
- Diretto da: Lawrence Trilling
- Scritto da: Jennifer Ames & Steve Turner

### Trama
Gene e Bobbi sono una tranquilla coppia che vive nella contea di Blackwood (Bassa California del Sud). Un giorno il loro cane Noodles porta in casa un corvo apparentemente morto, ma all'improvviso l'uccello si rianima e vola via, con grande spavento di Bobbi. Quella notte Noodles si agita e Bobbi esce alla ricerca del cane, precipitando in una subsidenza originatasi nel suo vigneto e perdendo la vita.
Billy McBride arriva a Blackwood per aiutare l'amico Gene, il quale vuole fare causa per la morte di Bobbi. Secondo Gene, la subsidenza che ha ucciso la moglie è stata causata dalle numerose trivellazioni compiute dalle aziende del territorio per estrarre l'acqua. In particolare, Gene punta il dito contro la Tallgrass guidata da Wade Blackwood, l'uomo più potente della contea che porta il suo stesso nome. I Blackwood sono infatti delle autentiche leggende, essendo stato il nonno di Wade a portare l'acqua in una vallata che ne era sprovvista. Gene racconta a Billy che, non appena consumatasi la tragedia di Bobbi, Wade si era presentato da lui per comprare i suoi terreni. Billy ispeziona la Tallgrass, restando sorpreso nel constatare che la sede dell'azienda è situata nello stesso immobile della società idrica pubblica. Non accontentandosi delle spiegazioni di una segreteria che voleva evidentemente liquidarlo in fretta, Billy chiede in giro e scopre che Wade è un assiduo frequentatore del Rising Sun, il locale casinò.
Billy si reca al Rising Sun, trovandoci Wade che si mostra disponibile a fornirgli ogni spiegazione. Wade è contemporaneamente proprietario della Tallgrass e presidente della società idrica pubblica, un conflitto d'interessi che i cittadini di Blackwood hanno sempre tollerato, considerando che i mandorleti di Wade danno lavoro praticamente a tutta la popolazione. Wade derubrica la morte di Bobbi a semplice incidente, poiché le subsidenze sono il rischio inevitabile di chi sceglie di coltivare in California. Congedato Billy, Wade si reca al piano interrato del casinò, in cui si radunano gli uomini più potenti di Blackwood. Costoro valutano che la presenza di Billy rappresenta un pericolo per i loro affari, quindi è bene trovare il modo di mandarlo via. Wade incarica Littlecrow, il suo fido galoppino, di consegnare a Billy la chiave di una camera dell'albergo del Rising Sun in cui può trascorrere la notte. Entrato nella stanza, Billy trova i rubinetti del lavandino e della vasca del bagno aperti e, dietro lo specchio, la scritta "l'ultima persona che vedrai prima di morire sei tu".
Alzatosi dal letto, Billy osserva dal balcone una donna vestita di bianco dirigersi verso i mandorleti. Seguendola, Billy arriva a un pozzo di trivellazione in cui è presente un uomo che gli rimprovera di ficcare il naso in affari che non lo riguardano. Colpito alle spalle, Billy perde i sensi.

## Felicità dalla terra al cielo
- Titolo originale: Happiness from the Ground Up
- Diretto da: Lawrence Trilling
- Scritto da: Marisa Wegrzyn

### Trama
Billy si risveglia nella sede della Mandorleti Blackwood, un distaccamento dell'impero Blackwood che è guidato da Diana, la sorella di Wade. A colpire Billy alle spalle è stato Anton, il figlio di Diana, che si dice dispiaciuto perché lo aveva scambiato per un malintenzionato. Billy capisce perfettamente che Anton e la sua famiglia nascondono qualcosa e lo vogliono fuori dai piedi, ma ciò lo rende ancora più determinato nello scavare a fondo. Nel frattempo, Patty si sta dirigendo verso Blackwood, ma per evitare una tartaruga esce dalla carreggiata e buca la ruota. A soccorrerla arriva Violet, un'abitante di Blackwood che distribuisce confezioni d'acqua a chi ne è rimasto sprovvisto.
Wheeler, uno dei soci in affari di Wade, gli chiede di riferire a Diana che deve smetterla di trivellare nel territorio federale, altrimenti potrebbero esserci conseguenze per tutti. Diana però non dà segno di ascoltare le opinioni altrui, nascondendo un lato diabolico e calcolatore dietro l’immagine allegra. Billy partecipa a un party nella tenuta di Wade, dove incontra il sindaco Marisol Silva accompagnata al nuovo fidanzato Matthew. Billy non si accorge che il barista ha spruzzato nel suo bourbon delle gocce di una sostanza allucinogena, tanto che il mattino seguente non ricorda di aver inviato uno strano messaggio alla figlia Denise.
Wade giustifica le trivellazioni notturne con l’esigenza di tutelare la salute degli operai. Jt corteggia Delores, la segretaria di Wade che aveva rimbalzato Billy, invitandola a bere un tè nella sua roulotte. Qui si fa passare un dossier sui Blackwood, con Delores che se la dà a gambe quando sopraggiunge un corvo, segno di malaugurio. Dal dossier risulta che a fine anni Ottanta una siccità lunga sei mesi aveva indotto l’amministrazione locale a razionare l'acqua, dando priorità alle utenze domestiche. Gli allevatori si erano coalizzati contro questa decisione, stringendo un patto segreto a Big Sur per riuscire a controllare la banca statale delle acque. In effetti Billy ricorda di aver visto la sera prima un quadro che celebrava l’intesa di Big Sur nell'ufficio di Wade. A questo punto Billy medita di intentare una class action contro la Tallgrass e tutte le aziende che hanno sacrificato i diritti e la sicurezza dei loro cittadini in nome del profitto. Inoltre, Billy scopre che Wade, grazie a innumerevoli società fantasma, detiene addirittura il 75% della rete idrica pubblica. Wade afferma di non temere affatto Billy e che non vede l'ora di scontrarsi con lui in tribunale.

## Goog morning Central Valley
- Titolo originale: Goog Morning, Central Valley
- Diretto da: Lawrence Trilling
- Scritto da: Jennifer Ames, Steve Turner & Marisa Wegrzyn

### Trama
Billy e Patty indicono un'assemblea pubblica per esporre il loro progetto di class action. Diana riesce però a far desistere Gene dall'intentare la causa, affermando che nessun risarcimento riuscirà a ottenere potrà mai riportare la sua amata Bobbi in vita. Rita, un'avventrice abituale del Rising Sun, mette in guardia Billy da Littlecrow, definendolo uno stregone che pratica strani rituali. Stephanie, la figlia di Littlecrow, trova alcuni numeri di cui è in possesso il padre e li consegna a Wheeler, il suo padrino. Confrontandoli con la mappa di Blackwood, Wheeler riesce così a scoprire che le trivellazioni di Diana puntano a raggiungere la sua proprietà. Wheeler pretende che la donna interrompa immediatamente i lavori, minacciando altrimenti di tradire la causa e spifferare tutta la verità a Billy. Come da previsioni, l'assemblea pubblica non va per il verso giusto. Gli abitanti di Blackwood, pur nell'estrema difficoltà di non avere l'acqua corrente in casa, non se la sentono di fare causa a colui che in fin dei conti è il loro unico datore di lavoro. Nemmeno lo stesso Billy è in grado di garantire l'immediato ritorno dell'acqua, considerati i tempi tecnici della giustizia. La riunione termina quando prende la parola Sumi Sen che, presentandosi come avvocato della società idrica, inizia a scattare fotografie ai presenti per mostrare a Wade chi sta complottando alle sue spalle. Sciolto l'assembramento, Sumi Sen bussa a una limousine sulla quale è seduto Donald Cooperman.
Billy chiede spiegazioni a Gene circa la sua assenza alla riunione. A dimostrazione di come le parole di Diana abbiano fatto effetto, Gene ricorda a Billy che Bobbi si presentò da lui per esporgli il loro caso prima della tragedia, ma lui non le prestò ascolto. Sconfortato, Billy ascolta il messaggio lasciato nella segreteria telefonica di Denise in cui blaterava di aver sfiorato un incidente contro un camion. Wheeler partecipa al tradizionale rituale con Wade, dove Littlecrow somministra loro una droga che li addormenta e fa sognare. Qualcosa però non va e Wheeler, dopo aver sognato che tutti gli amici gli voltano le spalle, muore per un infarto. Stephanie comunica a Billy che il suo padrino Wheeler è morto, invitandolo a prestare attenzione ai Blackwood che sono disposti a tutto pur di difendere la propria terra. Billy e Patty convincono Violet a essere la loro querelante principale, nonostante la sua fidanzata Gloria lavori come cameriera in un ristorante di cui è proprietaria Diana. Anton bussa alla roulotte di Jt, facendogli capire che non è persona gradita. Jt riferisce a Billy che, da quando ha parlato con lui, Delores è scomparsa e quindi è meglio se sparisce dalla circolazione.
Billy torna sul cantiere della trivellazione, non trovandoci più nessuno. Salito in camera, Billy è accolto da Applebees, la donna cinese che a Los Angeles sta aiutando con l'affitto. Applebees chiede a Billy come mai stavolta non alloggi in una suite, dove erano stati loro due l'altra volta. Scioccato, Billy si rende conto che ci sono diversi eventi del passato di cui non ha più memoria.

## Tutto torna
- Titolo originale: Full Circle
- Diretto da: Lawrence Trilling
- Scritto da: Jennifer Ames, Steve Turner & Marisa Wegrzyn

### Trama
Passato. Bobbi incontra Billy a Los Angeles per chiedere il suo aiuto sulla problematica delle subsidenze. Bobbi e Billy sono stati compagni di studi e persino amanti, progettando di aprire uno studio insieme dopo la laurea, ma al momento decisivo Bobbi scelse di piantarlo in asso e trasferirsi nel deserto. Bobbi confida a Billy di tenere nascosti al marito Gene i loro problemi finanziari, dovuti all'investimento sbagliato nei vigneti, inoltre da qualche tempo avverte la premonizione che le sta per capitare qualcosa di tragico. Un po' per la scarsa dimestichezza con queste tematiche, un po' perché ha appena rischiato la vita nel caso di Julio Suarez, Billy decide di non accettare il caso di Bobbi. Brittany ha ricominciato a studiare e sta per completare la laurea di primo livello in legge, ma non riesce a entrare in una scuola di specializzazione per via della falsa testimonianza nella vicenda Borns Tech. Questo perché la scuola di specializzazione non ha convenienza ad ammettere una studentessa che, contravvenendo ai rigidi principi etici dell'ordine degli avvocati, non riuscirebbe poi a entrarvi. Tuttavia, una possibilità potrebbe essere la deposizione del suo attuale datore di lavoro, Billy, davanti all'ordine. Lieto che Brittany voglia costruirsi una carriera, Billy si dice disponibile ad aiutarla quando verrà il momento.
Applebees chiede a Billy di accompagnarla a Santa Monica, dove il cugino Lemmy le deve dare dei soldi. Giunti sul posto, Lemmy chiede loro di andare prima a una festa in cui viene servita una strana bevanda allucinogena. Billy accetta di berla e inizia ad avere una strana sbornia, con Lemmy che gli preannuncia la perdita di memoria dopo qualche ora. Applebees trascina Billy al Rising Sun, dove un colpo di fortuna le permette di vincere il jackpot. Littlecrow, credendoli una coppia, offre loro di trascorrere la notte in una camera del casinò per festeggiare la vittoria della donna. Sentita da Littlecrow la frase "l'ultima persona che vedrai prima di morire sei tu", Billy la scriverà poi dietro lo specchio in camera. Applebees e Billy, quest'ultimo ancora spossato, partecipano a una festa nella suite attigua alla loro stanza. Qui conoscono Spencer Jackson III, presentatosi come contractor della società idrica di Sacramento.
Billy torna a casa e tenta di mettersi in contatto con Bobbi ma, quando dall'altra parte gli risponde Gene, riattacca il telefono.

## Argus 2 scontro finale
- Titolo originale: Argus 2: Battledome
- Diretto da: Lawrence Trilling
- Scritto da: Andrew Matisziw

### Trama
Stephanie è stata designata da Wheeler sua unica erede. Dapprima incerta, dopo un maldestro tentativo da parte di Diana di ottenere un posto nel cda della società idrica, Stephanie è determinata nel voler accettare il lascito di Wheeler. La class action di Billy e Patty approda in tribunale, ma la situazione non è delle migliori. Come i due avvocati temevano, Diana ha fatto licenziare Gloria, ma nonostante questo Violet non intende venir meno al suo ruolo di querelante. Durante l'intera udienza Billy si trova in uno stato di ipnosi, con strane visioni di Donald e Bobbi che lo distraggono dal dibattimento. La difesa presenta un'istanza per far ritirare la class action, accusando Patty di aver commesso un illecito nel promuovere l'iniziativa in televisione. Stante l'incapacità di Billy di essere lucido, il giudice accoglie la richiesta della difesa e archivia la causa. A questo punto Billy tira fuori un asso dalla manica, dichiarando che intende proseguire la class action lavorando pro bono, il che è consentito dalla legge. Dunque, il procedimento resta vivo.
Brittany avverte Billy che Denise, al primo anno di college, sta iniziando a bere parecchio. Billy passa a trovarla, temendo che possa seguire le sue stesse cattive abitudini. Rientrato in albergo, Billy rompe la civetta che Bobbi gli aveva regalato, trovandoci dentro una chiave. Stephanie è inseguita da Anton, mandato dalla madre a minacciarla per non aver accettato di cedere a lei l'eredità di Wheeler. Dario, il gemello sordomuto di Anton, disarciona il fratello dalla moto e consente a Stephanie di fuggire. Wade discute animatamente con Diana, la cui iniziativa sta nuocendo ai loro affari. Non paga di quanto accaduto, Diana cerca di corrompere perfino Patty, offrendole un dossier su di lei che le rivelerà chi è il suo vero padre, essendo la donna cresciuta in istituto. Nonostante vorrebbe più di ogni altra cosa rispondere a questo grande interrogativo, Patty rifiuta. Tuttavia, quella sera sull'uscio di casa Patty trova il certificato di nascita, dal quale risulta che il suo vero nome è Patricia Lukin. Gloria riceve un assegno di 20.000 dollari da una non meglio precisata società.
Billy incontra Spencer, il contractor conosciuto alla festa al Rising Sun, avvertendolo che è sua intenzione scoperchiare il famigerato patto di Big Sur, del quale Spencer è stato il regista e che ha autorizzato la privatizzazione dell'acqua. L'agitato Spencer telefona a Wade, chiedendogli se deve avere paura di Billy McBride. In quel momento Wade si trova in compagnia di Donald, il quale risponde che deve avere una grande paura di McBride. Sull'altro lato del tavolo c'è un'altra cliente di Donald, molto interessata alle loro vicissitudini: Marisol Silva.

## Fer-De-Lance
- Titolo originale: Fer-De-Lance
- Diretto da: Lawrence Trilling
- Scritto da: Jennifer Ames, Steve Turner & Marisa Wegrzyn

### Trama
Passato. La notte della vittoria di Barack Obama nella residenza dei Blackwood si gettarono le basi per il patto di Big Sur. A far scoccare la scintilla fu Wade, chiamando in causa lo Stato della California per non aver onorato l'accordo sulla fornitura dell'acqua. L'ambizioso Spencer accettò di salire a bordo, allettato dalla possibilità di diventare molto ricco. Alla festa era presente anche Marisol Silva, allora consigliere comunale, a cui Wade fece conoscere una persona con cui in futuro avrebbe fatto affari: Tom Wyatt. I partecipanti di Big Sur firmarono un accordo di riservatezza, impegnandosi a tenere nascosta la loro identità.
Presente. Nella sede della Cooperman si tengono le audizioni di Wade e Diana davanti a Billy e Patty. Wade ammette che il patto di Big Sur era coperto dal segreto perché altrimenti ne avrebbe beneficiato la sua Tallgrass. Diana afferma di conoscere poco il business del fratello, nonostante sia l'amministratore delegato della Mandorleti Blackwood. Il rapporto tra i due fratelli è sempre stato difficile, ma si erano riavvicinati dopo che Diana aveva tentato il suicidio mentre era in macchina con i figli Anton e Dario, all'epoca di 8 anni. Diana era allegra e gioiosa, ma una telefonata l'aveva incupita e indotta a lanciarsi dal ponte, un incidente da cui Dario sarebbe uscito sordomuto. Wade decise di far entrare Diana nel club per soli uomini di Wheeler e fu proprio lei a lanciare l'idea di assumere il controllo della banca statale dell'acqua.
Elencando tutte le aziende coinvolte nel patto di Big Sur, emerge una certa Fer-de-lance che, contriariamente alle altre, non è univocamente riconducibile ad alcun proprietario. Patty estrae una nuova prova, un assegno firmato da una certa Rochelle Purple. Costei è un'amica di Diana che costuì la Fer-de-lance per coprire affari poco chiari, presenziando alla firma di Big Sur. Terminata la deposizione, Billy si precipita all'udienza disciplinare di Brittany proprio mentre i relatori se ne stanno andando. Billy cerca di discolpare la sua protetta dall'episodio della falsa testimonianza, ma non sembra aver fatto breccia nel cuore dei presenti. Jt è riuscito a rintracciare Delores, chiedendole di aiutare Billy nella class action, con garanzia di anonimato. Wade minaccia di strozzare Diana, facendole capire che si sta avvicinando il momento in cui non le sarà più utile. Spulciando le carte relative a Big Sur, Billy resta interdetto nello scoprire che tra i firmatari compare Marisol.

## Separazione consensuale
- Titolo originale: Conscious Uncoupling
- Diretto da: Lawrence Trilling
- Scritto da: Marisa Wegrzyn

### Trama
Stremato dal continuo tira e molla delle parti, il giudice vuole liquidare in fretta la causa Blackwood e ordina l'immediata calendarizzazione della deposizione di Wade, fissandola già il giorno seguente. Questa volta lucido, Billy spinge Wade a confessare esattamente ciò che voleva, dalla costituzione del patto di Big Sur attraverso lo spregiudicato Spencer fino al coinvolgimento dell'allora consigliere comunale Marisol Silva quale rappresentante del distretto idrico metropolitano. Billy mostra a Wade la fotografia di lui e gli altri firmatari del patto, chiedendogli chi l'ha scattata. Wade è costretto a fare il nome di Diana, la quale sovrintese all'evento di Big Sur senza però firmare nulla. La convinzione di Billy di aver segnato un importante punto a proprio favore svanisce quando, a sorpresa, il giudice dichiara inammissibile la testimonianza di Wade, facendo morire il processo e impedendo di ascoltare anche Diana. Patty fatica a tenere buoni gli abitanti di Blackwood, i quali dovranno tenersi i loro problemi con l'acqua. Quando Violet la accusa di non essersi impegnata abbastanza, Patty le rivela di essere incinta e aver faticato molto a star dietro a loro poveri campagnoli.
Marisol interviene al college di Denise. La ragazza, sempre più apatica, entra nell'auditorium con un coltello per colpire il suo vecchio idolo, ma viene fermata da un uomo della scorta che la invita ad andarsene ed evitare di rovinarsi la vita. Denise confida a Brittany di voler lasciare il college, non sentendosi nelle condizioni psicologiche ideali per poter studiare. Wade propone a Billy di accordarsi, ma l'avvocato non intende accettare i soldi dei Blackwood. Stephanie si offre di aiutare Billy, spiegandogli che prima di morire Wheeler le aveva detto di dover guardare in un'altra direzione. Wade torna ad attaccare Diana per la faccenda dei suoi scavi, i quali andranno smantellati per evitare l'insorgere di futuri problemi. La donna è del parere esattamente opposto e chiede ai suoi figli di uscire insieme in macchina, esattamente come fecero anni prima. Stephanie fa avere a Patty la mappa su cui Wheeler aveva identificato la conduttura scavata da Diana.
Billy decide di avventurarsi nel tunnel costruito dalla squadra di Diana, trovandoci il cadavere di Littlecrow. Alle sue spalle Billy sente il rumore dell'acqua che sta arrivando e prova a fuggire, ma resta intrappolato in una grata e rischia seriamente di affogare.

## Suddivisione della gioia
- Titolo originale: Joy Division
- Diretto da: Lawrence Trilling
- Scritto da: Jennifer Ames & Steve Turner

### Trama
Billy riesce ad aprire la grata, trattenendo il fiato fino al completo passaggio dell'acqua nel tunnel. Stephanie vuole sapere da Diana che fine ha fatto suo padre, promettendole gravi conseguenze qualora gli abbia fatto qualcosa di grave. Littlecrow è stato ucciso accidentalmente da Diana ed Anton, che ha poi posizionato il cadavere nel tunnel, aprendo l'acqua e mettendo a rischio la vita di Billy, fortunatamente uscito indenne dal sottosuolo. Wade ordina di far esplodere il tunnel e nascondere le tracce delle attività sovversive della famiglia. Il giudice concede pochi giorni all'accusa per produrre nuove prove, altrimenti non avrà alternative che archiviare la class action. Con una mossa furba, Wade scarica ogni responsabilità su Diana e la sua società Fer-de-lance, dichiarandosi estraneo ai giochi occulti della sorella. La mozione di Brittany è stata respinta dall'ordine degli avvocati. La ragazza, che si aspettava il verdetto negativo, progetta di trasferirsi a Chicago dal fratello e ricominciare una nuova vita.
Billy e Patty usano l'ultima carta a loro disposizione: Rochelle Purple. Costei è finita in ospedale dopo che Diana, per un diverbio d'affari, l'ha colpita con il muletto. Rochelle accetta di collaborare e fornisce ai due avvocati una registrazione che dimostra il diretto coinvolgimento di Wade nella costituzione della Fer-de-lance, configurando il reato di falso ideologico. Wade si vede costretto a concedere un lauto risarcimento agli abitanti in cambio di un accordo di riservatezza che vincoli Billy e il suo team al silenzio su quanto concerne Big Sur. La somma maggiore del risarcimento va alla querelante principale Violet, mentre la sua compagna Gloria diventa proprietaria del ristorante in cui lavorava. Billy sceglie di aiutare anche sua figlia e le fa avere una copia dell'accordo di riservatezza che prova che anche Marisol era tra i firmatari del patto di Big Sur. Denise può così vendere lo scoop al giornale locale e causare le dimissioni del sindaco. Patty si presenta a casa di Christina Lukin, la sua madre biologica, fingendosi interessata ad acquistare la sua casa. Avendo capito che Patty è sua figlia, Christina le telefona per chiederle di incontrarsi.
Wade crolla a terra dopo aver bevuto un cognac avvelenato. Uscito dal Rising Sun, Billy si trova davanti Diana che gli spara un colpo di fucile. La fuga della donna è tuttavia breve, in quanto inseguita da Stephanie che, vendicando la morte del padre, la fa uscire di strada e morire nell'impatto con il guard rail. A terra ferito, Billy vede sé stesso riflesso nella pozzanghera nell'atto di salire verso il cielo.